# Papier kraft

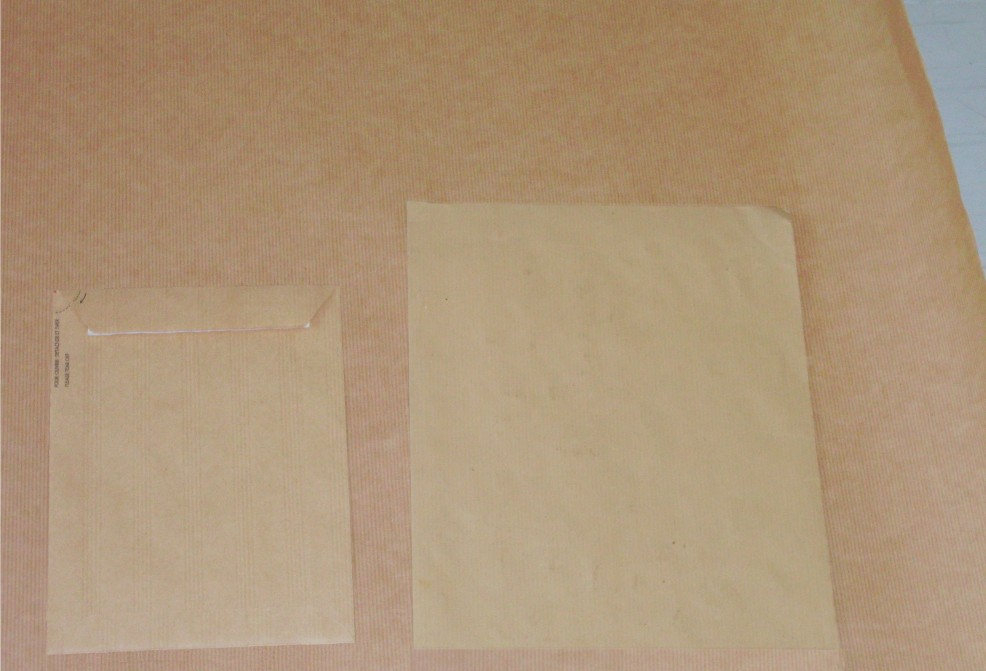
Papier kraft

Papier kraft, papier typu kraft, papier kraftowy – papier siarczanowy, wytwarzany z makulatury lub włókien pierwotnych.
Dostępny jest w gramaturach: 32, 50, 60, 70, 80, 90, 100–125 g/m² (im większa gramatura, tym bardziej przypomina tekturę). Produkuje się go najczęściej w kolorze beżowym (niekiedy szarym lub białym) oraz fakturach gładkiej i prążkowanej. W dystrybucji dostępny jest w zwojach lub arkuszach.

## Cechy użytkowe
Gramatura papieru kraft sprawia, że jest on gruby i nie przepuszcza światła. Może mieć wzmocnioną strukturę, dzięki czemu wytrzymuje większe obciążenia. Jego powierzchnia jest jednolita, co ułatwia wprowadzanie nadruku.
Powierzchnia papieru tego typu może pozostać w stanie surowym lub być poddana naniesieniu dodatkowej warstwy, zewnętrznej i/lub wewnętrznej. Najpopularniejsze technologie to laminowanie, metalizowanie, gumowanie i powlekanie.

## Papier kraft gładzony maszynowo
Użycie wyłącznie włókien pierwotnych poddanych specjalnej obróbce mechanicznej (maszynowe gładzenie) i chemicznej sprawia, że papiery te otrzymują cechy idealne do wielu zastosowań technicznych i opakowaniowych, w tym również przeznaczonych do bezpośredniego kontaktu z żywnością.

## Zastosowania
- do produkcji ekologicznych toreb dla przemysłu spożywczego
- jako papier osłonowy w przemyśle lakierniczym
- w przemyśle meblarskim do pakowania mebli
- do produkcji toreb ozdobnych i kopert
- do produkcji taśm, wstążek i sznurka
- do pakowania świeżej żywności, kwiatów, książek
- do zabezpieczania krawędzi palet i towarów przed uszkodzeniami w transporcie (kątowniki tekturowe)
- worki powietrzne – sztauerskie
- do zabezpieczania powierzchni pomieszczeń w pracach malarskich i remontowych

- główny składnik produkcji płyt HPL